# 莫霍克希爾 (紐約州)
莫霍克希爾（英語：Mohawk Hill）是位於美國紐約州劉易斯縣的非建制地區。

## 歷史
莫霍克希爾的郵局於1862年設立，其後於1911年停運。

## 地理
莫霍克希爾所處的海拔為高於海平面542米（即1778英呎），而該地所採用的時區為UTC-5，即北美东部时区（EST）。同時該地設有夏令時間，為UTC-5調快一小時，即UTC-4（EDT）。